# Poručnik fregate
Poručnik fregate je niži časnički mornarički vojni čin u Hrvatskoj ratnoj mornarici. Nadređen je činu poručnika korvete a podređen poručniku bojnog broda. U Hrvatskoj vojsci odgovara mu čin natporučnika.